# Ляховичі (Іванівський район)
Ляховичі (біл. Ляскавічы) — село в Іванівському районі Брестської області Білорусі. Входить до складу Лясковичської сільради. Населення — 392 особи (2019).

## Географія
Ляховичі знаходяться за 6 км на північний схід від міста Іванове. Через село проходить місцева автошлях Іваново — Достоєво — Молодове. Місцевість належить басейну Дніпра, поруч із селом знаходиться джерело невеликої річки Струга (притока річки Піна). Найближча залізнична станція в Іваново (лінія Брест — Пінськ — Гомель).

## Визначні пам'ятки

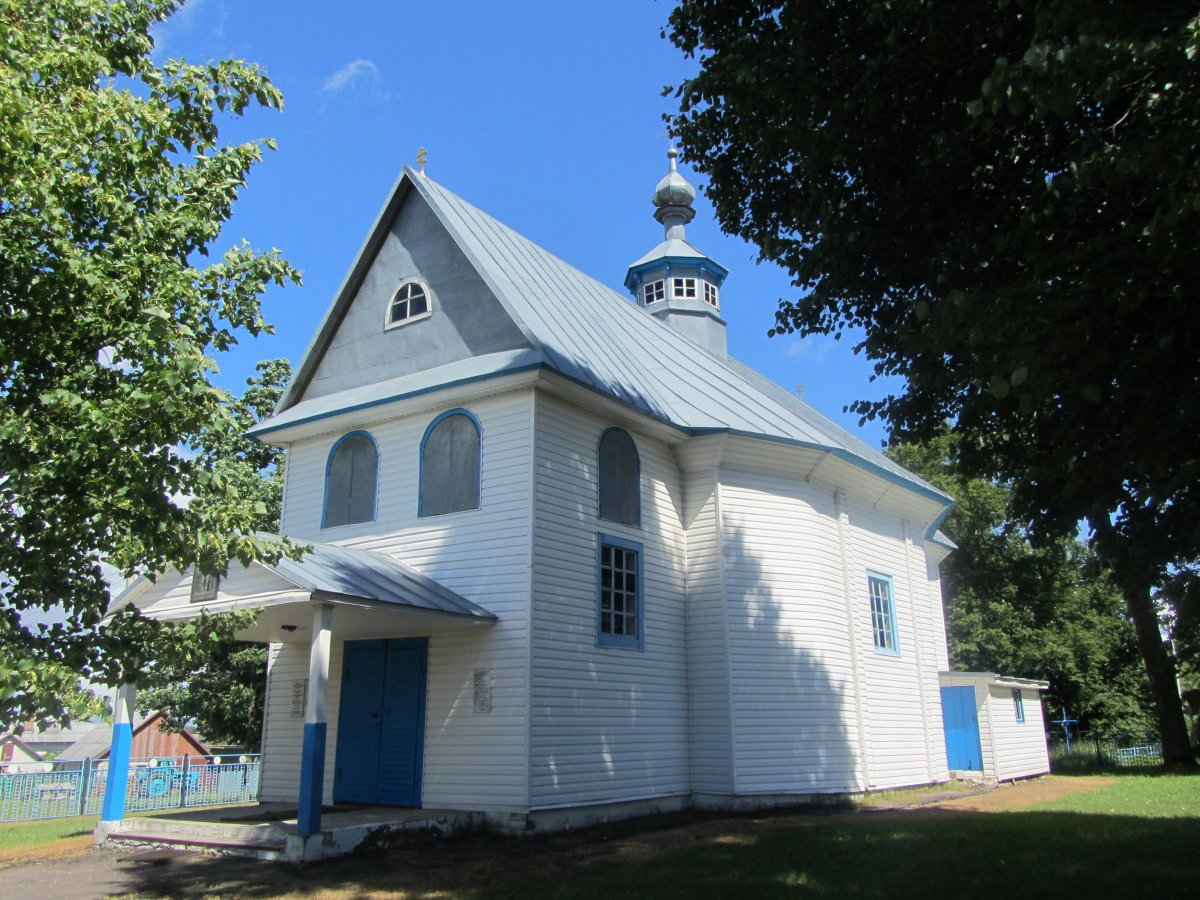
Вознесенська церква

- Вознесенська церква. Дерев'яну православну церкву збудовано у 1818 році. Пам'ятник дерев'яної архітектури. Церква включена до Державного списку історико-культурних цінностей Республіки Білорусь[2].
- У селі існувала дворянська садиба, що належала у XVIII — на початку XIX століття роду Шеметів, а пізніше Друцьким-Любецьким. Від садиби до наших днів дійшли лише фрагменти парку та кілька госпобудов.[3]